# Jair García
Jair García (* 25. Oktober 1978 in Guadalajara, Jalisco) ist ein ehemaliger mexikanischer Fußballspieler auf der Position eines Stürmers.

## Leben
Seinen ersten Profivertrag erhielt García beim CF Monterrey, für den er jedoch lediglich zu einem Einsatz in der mexikanischen Primera División kam, den er am 27. Februar 1999 im Derby bei den benachbarten UANL Tigres (0:2) absolvierte. Für die darauffolgende Saison 1999/00 wurde er an das in der zweiten Liga spielende Farmteam Saltillo Soccer ausgeliehen, bevor er von seinem „Heimatverein“ CD Guadalajara verpflichtet wurde, bei dem er die nächsten dreieinhalb Jahre unter Vertrag stand.
Während seiner Zeit bei Chivas gelang ihm auch der Sprung in die mexikanische Nationalmannschaft, für die er erstmals am 31. Oktober 2001 in einem Testspiel gegen El Salvador (4:1) zum Einsatz kam. Zwei weitere Länderspieleinsätze folgten im Rahmen des CONCACAF Gold Cup 2002, wo er am 19. Januar 2002 im Gruppenspiel gegen El Salvador (1:0) zudem den Siegtreffer erzielte. Ein weiterer Einsatz folgte am 27. Januar 2002 im Viertelfinale gegen Südkorea, das nach torlosem Spiel mit 2:4 im Elfmeterschießen verloren wurde. Es war zugleich sein letzter Länderspieleinsatz.
Anfang Januar 2004 wechselte er zum Puebla FC und fand fortan keinen dauerhaften Arbeitsplatz mehr. Auch wenn er seit 2007 beim Puebla FC unter Vertrag steht, wechselten seine Einsätze in halbjährlichem bis jährlichem Rhythmus. In der ersten Mannschaft des Puebla FC kam er in dieser Zeit lediglich zu insgesamt 20 Erstligaeinsätzen in den Spielzeiten der Apertura 2007, der Apertura 2008 und der Apertura 2012. Mit Ausnahme einer Ausleihe an den CD Cruz Azul in der Clausura 2008, für den er zu vier Erstligaeinsätzen kam und die Indios de Ciudad Juárez, für die er im Torneo Bicentenario 2010 zehn Erstligaeinsätze absolvierte, spielte er ansonsten stets bei Zweitligisten. In seiner letzten aktiven Saison 2014/15 war er an den Altamira FC ausgeliehen.